# سوزان بويد
سوزان بويد هي عالمة قانونية كندية، ولدت في 16 مارس 1955.